# Большая Речка (приток Кузюга)
Большая Речка — река в России, протекает в Опаринском районе Кировской области. Устье реки находится в 28 км по левому берегу реки Кузюг. Длина реки составляет 12 км.
Исток реки находится в лесах в 32 км к юго-западу от посёлка Опарино. Течёт на север по ненаселённой местности.

## Данные водного реестра
По данным государственного водного реестра России относится к Камскому бассейновому округу, водохозяйственный участок реки — Вятка от города Киров до города Котельнич, речной подбассейн реки — Вятка. Речной бассейн реки — Кама.
По данным геоинформационной системы водохозяйственного районирования территории РФ, подготовленной Федеральным агентством водных ресурсов:
- Код водного объекта в государственном водном реестре — 10010300312111100035393
- Код по гидрологической изученности (ГИ) — 111103539
- Код бассейна — 10.01.03.003
- Номер тома по ГИ — 11
- Выпуск по ГИ — 1